# Романчик, Венедикт Григорьевич
Венедикт Григорьевич Романчик — советский пожарный, Герой Труда (1932). 
Участвовал в Революциях 1905 и 1917 годов. Будучи старшим топорником Охотинской пожарной части Ленинграда, Постановлением Президиума ВЦИК № 273 от 11 ноября 1932 года награждён почётным званием «Герой Труда». На тот момент его стаж составил 43 года. В архивной характеристике и статье в журнале «Гражданская защита» отмечается отвага Романчика.

## Награды
- Почётное звание «Герой Труда»[1].
- Золотой нагрудный знак НКВД[1].
- Медаль «За спасение погибавших»[2].
- Дважды серебряные[1][2] именные часы[1].
- Письменное приветствие и поздравление от председателя ВЦИК М. И. Калинина[3].